# اضطراب الشخصية الاجتنابي
اضطراب الشخصية الاجتنابي (بالإنجليزية: Avoidant personality disorder)‏  ويعرف أيضا باضطراب الشخصية التجنبية، ويقع اضطراب الشخصية الاجتنابي في المجموعة الثالثة من مجموعة اضطرابات الشخصية المعترف بها في الدليل التشخيصي والإحصائي للاضطرابات العقلية ويَظهر الأشخاص الذين يعانون من هذا الاضطراب أنماط سائدة من القلق الاجتماعي والكبح الاجتماعي، الشعور بالعجز والدونية، الحساسية الشديدة تجاه التقييم السلبي، وتجنب التفاعل الاجتماعي.ويصف الأفراد المصابين بهذا الاضطراب أنفسهم بأنهم لا يشعرون بالراحة، قلقون، وحيدون، وعموما يشعرون بأنهم غير مرحبٍّ بهم من قبل الآخرين ومنعزلين عنهم.
وغالبا ما يعتبرون انفسهم أنهم غير أكفاءٍ اجتماعيا أو غير جذابين شخصيا، ويتجنبون التفاعل الاجتماعي بسبب خوفهم من أن يكونوا موضع سخرية للآخرين، مهانين، منبوذين، أو مكروهين. وعادة ما تلاحظ أعراض اضطراب الشخصية الاجتنابي في بدايات مرحلة البلوغ. ويرتبط كلا من تجاهل مشاعر الأطفال العاطفية ورفض جماعة الأقران (كالمتنمّرين مثلا) بزيادة خطر نشوء اضطراب الشخصية الاجتنابي.
هناك جدل حول ما إذا كان اضطراب الشخصية الاجتنابي اضطراب مختلف تماما عن الرهاب الاجتماعي المعمّم، وادعى البعض بأن كلاهما مفهومان مختلفان تماما لنفس الاضطراب ولكن اضطراب الشخصية الاجتنابي قد يمثل اضطراب شديد في الشخصية. وأثار هذا الأمر جدلا لأن كلا من الرهاب الاجتماعي المعمّم واضطراب الشخصية الاجتنابي لهما نفس المعايير التشخيصية، وقد يتشاركان في نفس الأسباب، التجربة الذاتية، السلوكيات، المعالجة، ويتطابقان في سمات الشخصية الأساسية كالخجل.

## لمحة تاريخية
قد وصف اضطراب الشخصية الاجتنابي في مصادر عديدة بقدر ما يعود إلى أوائل عام 1900م بالرغم من أنه لم يسم لبعض الوقت. ووصف الطبيب النفسي السويسري أوغين بلولر المرضى الذين ظهرت عليهم علامات اضطرابات الشخصية الاجتنابي في كتابه «العته الباكر» أو «جماعات الفصام» عام 1911. وغالبا ما يتم اللبس ما بين سمات الشخصية الاجتنابي والفصامية أو يشار إليهما على أنهما مترادفان حتى قدم كرتشمر (1921) أول وصف كامل نسبيا لهما كشف به الاختلافات بينهما.

## العلامات والأعراض
ينشغل الأشخاص المصابين باضطراب الشخصية الاجتنابي بعيوبهم وبتكوين علاقات مع الآخرين في حالة واحدة فقط إذا كانوا يؤمنون بأن الآخرين لن ينبذوهم. فالخسارة والنبذ مؤلمان جدا بالنسبة لهؤلاء الأفراد حيث أنهم سوف يختارون البقاء وحيدين بدلا من المخاطرة بمحاولة التواصل مع الآخرين. وهم غالبا ما ينظرون إلى أنفسهم بازدراء، في حين تبين ازدياد عدم قدرتهم على تحديد سماتهم والذي يعتبر عموما بأنه أمر إيجابي في مجتمعاتهم. وقد ارتبط تجاهل مشاعر الأطفال على وجه الخصوص نبذ أحد الوالدين أو كليهما للطفل بزيادة خطر نشوء اضطراب الشخصية الاجتنابي، فضلا عن نبذ الأقران له.
- الحساسية الشديدة تجاه النبذ/النقد.
- فرض العزلة الاجتماعية على الذات.
- الخجل أو القلق الشديد في المواقف الاجتماعية، بالرغم من رغبة الشخص القوية في تكوين علاقات وثيقة.
- تجنب التواصل الجسدي لأنه قد ارتبط بمحفزات غير سارة ومؤلمة.
- الشعور بالعجز.
- انخفاض شديد في تقدير الذات.
- كره الذات.
- الشك في الآخرين.
- البعد العاطفي المتعلق بالعلاقة الحميمة.
- الوعي بالذات بشكل كبير.
- نقد الذات بشأن مشاكلهم مع الآخرين.
- مشاكل في الأداء المهني.
- التصور الذاتي بالوحدة، بالرغم من أن الاخرين يجدون العلاقة معهم ذات معنى.
- الشعور بأنهم أقل شأنا من الآخرين.
- في بعض الحالات الشديدة، يكون لديهم رهاب الأماكن العامة.
- يستخدمون الخيال كشكل من أشكال الهروب من الواقع ولقطع حبل الأفكار المؤلمة.

## التشخيص

### منظمة الصحة العالمية
يسجل التصنيف الدولي العاشر للأمراض لمنظمة الصحة العالمية اضطراب الشخصية الاجتنابي باضطراب الشخصية (الاجتنابي) القلقة. ويتصف هذا الاضطراب بأربعة على الأقل مما يلي:
1.المشاعر المتواصلة والسائدة للتوتر والتوجس.
2.الاعتقاد بأنه الشخص غير كفء اجتماعيا، غير جذاب شخصياً، أو أقل شأنا من الآخرين.
3.انشغال البال بكونه انتُقد أو نُبذ في المواقف الاجتماعية.
4.عدم القدرة على الانخراط مع الأشخاص إلا بعض ممن استلطفوهم.
5.وجود القيود في نمط حياتهم بسبب حاجتهم إلى الإحساس بالأمن.
6.تجنب الأنشطة الاجتماعية أو المهنية التي تنطوي على التواصل الهام بين الأشخاص بسبب الخوف من الانتقاد، الرفض، أوالنبذ.
قد تتضمن السمات المرتبطة ببعضها على الحساسية المفرطة تجاه النبذ والنقد.
ومن متطلبات التصنيف الدولي العاشر للأمراض أن يلبي التشخيص أيضا لأي من الاضطرابات النوعية في الشخصية مجموعة من معايير اضطراب الشخصية العام.

### جمعية الطب النفسي الأمريكية
يوجد لدى الدليل التشخيصي والإحصائي الرابع للاضطرابات العقلية تشخيص لاضطرابات الشخصية الاجتنابي. ويشير التشخيص في العموم إلى أنماط شائعة للموانع لدى الأشخاص، كالشعور بالعجز، وكونه شخص حساس جدا تجاه التقييم السلبي منذ بدايات مرحلة البلوغ وتقع في نطاقات المواقف. وبالإضافة إلى ذلك أربعة من سبعة معايير محددة يجب أن تتحقق وهي:
1. تجنب الأنشطة المهنية التي تنطوي على التواصل الضروري بين الأشخاص بسبب الخوف من النقد، الرفض، أو النبذ.

2.هل الشخص غير قادر على الانخراط مع الأشخاص إلا مع بعض ممن يستلطفونهم.
3. يظهر الشخص بعض القيود أثناء العلاقات الحميمة بسبب الخوف من أن يفضح أو أن يكون موضع سخرية.
4.هل ينشغل بالانتقاد أو الرفض في المواقف الاجتماعية.
5.هل يكون خجولا في المواقف الشخصية بسبب مشاعر العجز.
6.ينظر إلى نفسه على أنه غير كفء اجتماعياَ، غير جذاب شخصيا، أو أنه أقل شأنا من غيره.
7.هل الشخص كاره على غير العادة في أن يخاطر شخصيا أو أن ينخرط في أية أنشطة جديدة لأن الآخرين قد يؤكدون خجله.

### أخرى
اقترح الْمُنظّرون الأوائل بأن اضطراب الشخصية الذي يجمع بين سمات اضطرابات الشخصية الحدية واضطرابات الشخصية الاجتنابي يدعى «بالشخصية المختلطة ما بين الاجتنابي والحدية».

## الأسباب
لم يتم تحديد أسباب اضطراب الشخصية الاجتنابي بشكل واضح، ولكنها قد تكون متعلقة بعوامل اجتماعية، وراثية، ونفسية. وقد يكون هذا الاضطراب ذا صلة بعوامل وراثية متعلقة بالمزاج. وقد ارتبطت العديد من اضطرابات القلق على وجه التحديد في مرحلتي الطفولة والمراهقة بالمزاج الذي يتصف بالتثبيط السلوكي، بما في ذلك أن يتصف الشخص بالخجل، الخوف والانسحاب في الأوضاع الجديدة. وقد توفر هذه الصفات الوراثية استعدادا وراثيا لدى الفرد للإصابة باضطراب الشخصية الاجتنابي. وقد يرتبط كلا من تجاهل مشاعر الأطفال ورفض الأقران له بزيادة خطر نشوء اضطراب الشخصية الاجتنابي.

## الأنواع الفرعية لميلون
يذكر الأخصائي النفسي ثيودور ميلون أنه نظرا لأن معظم المرضى ذكروا صورا متفاوتة للأعراض، فإن اضطرابات شخصياتهم تميل أن تكون مزيجاَ من النوع الرئيسي لاضطرابات الشخصية مع نوع أو أكثر من أنواع اضطرابات الشخصية الثانوية. وحدد ثيودور أربعة أنواع فرعية لاضطرابات الشخصية الاجتنابي لدى البالغين.
| الأنواع الفرعية                                                             | السمات |
| --------------------------------------------------------------------------- | --- |
| اضطراب الشخصية الاجتنابي الرهابية (تتضمن على سمات الشخصية الاعتمادية)       | يحل محل القلق العام تجنب حقيقي للتهور، تبلد الحس، تأنيب الضمير واضطراب يرمز إلى هذه السمات بأشياء أو ظروف محددة مزعجة ومخيفة.                          |
| اضطراب الشخصية الاجتنابي المتناقضة (تتضمن على سمات الشخصية السلبية)         | النزاع والخلاف الداخلي، مخاوف من الاعتماد على الغير، مضطرب، غير متصالح مع ذاته، متردد، حائر، موجوع، يصاب بتشنجات، غاضب، ولديه خوف شديد لا يمكن تجاهله. |
| اضطراب الشخصية الاجتنابي شديدة الحساسية (تتضمن على سمات الشخصية الزورانية)  | جدا حذر وشكاك، مذعور، مرعوب، منفعل، وجبان بالتناوب. وبالتالي هم حساسون تجاه النقد، متوترون، حادون الطبع، وضيقون الخلق.                                 |
| اضطراب الشخصية الاجتنابي الخاذلة لذاتها (تتضمن على سمات الشخصية الاكتئابية) | يعيق أو يحطم من إدراكه لذاته، يتخلص من الصور والذكريات المؤلمة، يتخلص من الأفكار والدوافع الضعيفة وبالتالي التخلص من النفس (شخص انتحاري).              |

## التشخيص التفريقي
أشارت الأبحاث بأن الأشخاص المصابون باضطراب الشخصية الاجتنابي، يعانون عموما من اضطراب القلق الاجتماعي المزمن (المسمى أيضا بالرهاب الاجتماعي)، فهم يراقبون ردات فعلهم بحذر شديد عندما ينخرطون في التفاعل الاجتماعي. ولكن خلافا عن الأشخاص المصابين بالرهاب الاجتماعي فإنهم يراقبون أيضا بحذر شديد ردات فعل الأشخاص الذين يتعاملون معهم. فالتوتر الشديد الناجم عن هذه المراقبة قد يفسر تردد حديث العديد من الأشخاص المصابين باضطراب الشخصية الاجتنابي وقلة كلامهم؛ لأنهم منشغلون جدا بمراقبة أنفسهم وبصعوبة تكلم الأشخاص بطلاقة.
ووفقا للدليل التشخيصي والإحصائي للاضطرابات العقلية يجب تفريق اضطراب الشخصية الاجتنابي عن اضطرابات الشخصية الاعتمادية، الزورانية، الفصامية، وفصامية النمط.

## التواكب المرضي
ذكرت التقارير بأن اضطراب الشخصية الاجتنابي يكون سائدا على وجه الخصوص لدى الأشخاص المصابين باضطرابات القلق. وعلى الرغم من أن تقديرات التواكب المرضي تختلف بشكل كبير بسبب الاختلافات في (ومن بينها) أدوات التشخيص. وأشارت التقارير إلى أن حوالي 10-50% من الأشخاص المصابين بنوبات الهلع ورهاب الأماكن العامة مصابون باضطرابات الشخصية الاجتنابي. وأيضا حوالي 20-40% من الأشخاص مصابين بالرهاب الاجتماعي (اضطراب القلق الاجتماعي).
أظهرت بعض الدراسات أن معدلات انتشار اضطراب القلق العام بلغت بنسبة 45% بين الأشخاص ومعدلات انتشار اضطراب الوسواس القهري تصل إلى 56 ٪ .

## العلاج
يمكن استخدام تقنيات مختلفة في معالجة اضطراب الشخصية الاجتنابي مثل: التدريب على المهارات الاجتماعية، العلاج المعرفي، العلاج بتعريض المريض للتواصل الاجتماعي بالزيادة تدريجيا كل مرة، العلاج الجماعي لممارسة المهارات الاجتماعية، وفي بعض الأحيان العلاج الدوائي. والمسألة الأساسية في المعالجة هي كسب ثقة المريض واستمرارها؛ لأن الأشخاص المصابون باضطراب الشخصية الاجتنابي سوف يتجنبون جلسات المعالجة غالبا إذا لم يثقوا في المعالج أو خافوا من النبذ. والغرض الأساسي من كلا العلاج الفردي وجماعات التدريب على المهارات الاجتماعية هو ليبدأ الأفراد المصابين باضطراب الشخصية الاجتنابي بتحدي اعتقاداتهم السلبية المبالغ فيها عن أنفسهم.
يمكن للأشخاص المصابين باضطراب الشخصية الاجتنابي أن يحسنوا وعيهم ومهاراتهم الاجتماعية، ولكن مع وجود المشاعر المتأصلة في ذواتهم للدونية والرهاب الاجتماعي؛ فإن هذه السمات لا تتغير عادة بشكل كبير. ويمكن لمثبطات الانزيم المؤكسد لأحاديات الأمين مثل الفينلزين أن تكون مفيدة جدا من خلال زيادة الثقة والشعور بأنه مرغوب فيصبح نشيط اجتماعيا أكثر.

## علم الأوبئة
ووفقا للدليل التشخيصي والإحصائي الرابع للاضطرابات العقلية يحدث اضطراب الشخصية الاجتنابي تقريبا بنسبة 1.0% إلى 5.0% من عموم السكان. ولكن تشير بيانات المسح الوطني الوبائي للكحول والحالات المرتبطة به عام 2001-2002 أن معدلات انتشار الاضطراب بلغت بنسبة 36.0% لدى أغلب سكان الولايات المتحدة. و10% من المرضى المترددين على العيادات الخارجية لمستشفى الطب النفسي لديهم اضطراب الشخصية الاجتنابي.

## الأنواع الفرعية لميلون
يذكر الأخصائي النفسي ثيودور ميلون أنه نظرا لأن معظم المرضى ذكروا صورا متفاوتة للأعراض، فإن اضطرابات شخصياتهم تميل أن تكون مزيجاَ من النوع الرئيسي لاضطرابات الشخصية مع نوع أو أكثر من أنواع اضطرابات الشخصية الثانوية. وحدد ثيودور أربعة أنواع فرعية لاضطرابات الشخصية الاجتنابي لدى البالغين.

## وصلات خارجية
- Terry L. Jones' website about AvPD
- Chat Room for Avoidants
- Internet Support Group for AvPD
- Psychforums section on AvPD*